# Nycticebus pygmaeus
Il loris lento pigmeo (Nycticebus pygmaeus) è una specie di primate strepsirrino appartenente alla famiglia dei lorisidi.
Alcuni studiosi ritengono questi animali abbastanza simili a Nycticebus coucang da rappresentarne una sottospecie, e non quindi una specie a sé stante.

## Distribuzione
È diffuso in Cina (Yunnan), Laos, Vietnam, Cambogia e Thailandia. Preferisce le aree di foresta pluviale. I Lori lenti pigmei vivono nella vegetazione più fitta delle Foreste pluviali tropicali. Essi si trovano anche nei Boschetti di Bambù.

## Descrizione

### Dimensioni
È più piccolo delle specie congeneri (da qui il nome), misurando 15–25 cm di lunghezza, per un peso di circa 1/2 kg.

### Aspetto
Il manto, corto e folto, va dal bruno-grigiastro al bruno-rossiccio, con una banda scolor nocciola che va dalla nuca al posteriore (non sempre presente).
Gli occhi sono grandi ed orientati frontalmete, le orecchie piccole e rotonde, quasi nascoste dal pelo.
La coda è vestigiale, ma questi animali sono ugualmente ben adattati a una vita arboricola: hanno un pollice opponibile, mentre il dito indice è assai ridotto, permettendo una presa fortissima sui rami. Nelle zampe sono presenti sacche per l'accumulo di sangue, il che permette loro di restare saldamente aggrappati a un supporto anche per ore, senza che la circolazione ne risenta. Gli indici delle mani posteriori hanno un'unghia specializzata per il grooming.

## Biologia
Si tratta di animali notturni ed arboricoli: vivono in gruppi che comprendono più femmine ed un unico maschio, che è assai territoriale e stabilisce un territorio che marca con l'urina.
Di giorno questi animali dormono appallottolati fra i rami od in cavità dei tronchi, mentre di notte si muovono da soli alla ricerca di cibo: per i loro movimenti cauti e ponderati sono stati definiti "lemur-camaleonte", anche se sono capaci di muoversi piuttosto velocemente. A differenza dei lemuri e dei galagoni, non saltano mai di ramo in ramo.
A differenza degli altri lorisidi, sono più propensi all'emissione di suoni: come gli altri lori lenti, emettono una sostanza tossica e dal forte odore da ghiandole nell'incavo dei gomiti, che poi portano alla bocca.

### Alimentazione
Le prede (generalmente insetti, ma anche piccoli vertebrati) vengono catturate avvicinandosi lentamente: quando si trova ad una distanza sufficiente, l'animale si rizza sulle zampe posteriori e scatta in avanti, catturando la preda con le due mani anteriori.

### Riproduzione
Ogni maschio si accoppia con più femmine, le quali comunicano lo stato di estro emettendo dei fischi. Le femmine si accoppiano una volta l'anno od anche di meno: la gestazione dura sei mesi circa, al termine dei quali nasce un unico cucciolo ben sviluppato, il quale si aggrappa alla madre e viene trasportato aggrappato alla sua schiena per i primi tempi. In seguito, la femmina lascia il cucciolo su un ramo dopo averlo cosparso di saliva tossica, mentre lei va a cercare il cibo.
I piccoli vengono svezzati attorno ai 4 mesi d'età: le femmine sono ricettive a partire dal nono mese, mentre i maschi diventano sessualmente maturi non prima dell'anno e mezzo.